# الدوري النمساوي
الدوري النمساوي الدرجة الأولى (بالألمانية: Österreichische Fußball-Bundesliga) وهو الدوري الأول في النمسا، ويشارك في الدوري 12 نادياً. تم تأسيسه في عام 1974. ويتأهل بطل الدوري إلى دور المجموعات بدوري أبطال أوروبا بينما يتأهل الوصيف إلى التصفيات التأهيلية. يعد رابيد فيينا هو الأكثر فوزاً بالدوري برصيد 32 لقباً، يليه أوستريا فيينا برصيد 24 لقباً.
بطل موسم 2022–23 هو ريد بل سالزبورغ وذلك للمرة العاشرة على التوالي والسابعة عشرة في تاريخه.